# Scotoplanes
Scotoplanes är ett släkte djuphavslevande djur inom djurklassen sjögurkor. Arterna, som lever i djuphavets vidsträckta mjukbottnar, omnämns ibland som havsgrisar. Man har hittat exemplar av djuret på ner till 1 001 meters djup  men mycket talar för att de klarar av högre tryck än så. Som många andra djuphavsdjur är Scotoplanes nästan helt blinda, även om de troligen kan uppfatta ljusförändringar. Djuret livnär sig på deposit, och använder ett tentakelliknande organ runt munöppningen för att genomsöka bottnen och dra in det den hittar in i sitt matsmältningsorgan.

## Hot
Scotoplanes är som många andra arter i Holothuroidea hotade av djuphavstrålning. Under ett enda svep av en sådan trål kan man få upp till 300 exemplar av Scotoplanes.
Djur som bläckfiskar har Scotoplanes som en del av sitt födointag, det sker även predation från djuphavsfiskar, broskfiskar men även crustacer.